# Lagonoy
Lagonoy est une municipalité de la province de Camarines Sur, aux Philippines.